# Gospodari na efira
Gospodari na efira (Господари на ефира, I maestri dell'aria) è un programma televisivo bulgaro, in onda sull'emittente 7 dni TV nel 2003, su Nova Televiziya dal 2003 al 2009 e dal 2012 al 2018 e su bTV dal 2009 al 2012.

## Storia del programma
Il format è identico a quello della trasmissione italiana Striscia la notizia, la rete ha infatti acquistato i diritti del format. La trasmissione presenta stile e tempi identici alla versione originale: il tappetino musicale di sottofondo è lo stesso; la scenografia presenta elementi comuni a quella italiana; due sono i conduttori (che hanno davanti a loro il cartellino con il loro nome); due le veline (in questa versione sono chiamate адреналинки, adrenaliniki, adrenaline); la sigla è simile a quella italiana. Anche in Bulgaria viene consegnato l'equivalente del Tapiro: la Златен Скунк (Zlaten Skunk, Puzzola d'oro). Come Striscia, anche Господари raggiunge ascolti molto alti ed è considerato un programma di punta della tv. I conduttori principali sono Димитър Рачков (Dimităr Račkov), Васил Василев (Vasil Vasilev), Мария Игнатова (Maria Ignatova), Малин Кръстев (Malin Krăstev), Румен Угрински (Rumen Ugrinski) , Герасим Георгиев (Gerasim Georgiev) e Ненчо Балабанов (Nencho Balabanov).